# 武儀郡
- 令制国一覧 > 東山道 > 美濃国 > 武儀郡
- 日本 > 中部地方 > 岐阜県 > 武儀郡

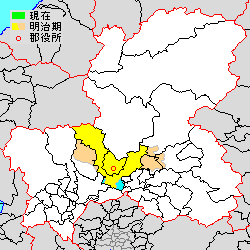
岐阜県武儀郡の位置（薄黄：後に他郡に編入された区域 水色：後に他郡から編入した区域）

武儀郡（むぎぐん）は、岐阜県（美濃国）にあった郡。

## 郡域
1879年（明治12年）に行政区画として発足した当時の郡域は、以下の区域にあたる。
- 関市の大部分（概ね保明・側島・戸田・千疋・植野・千疋北・大平台・東田原・西田原・小迫間・迫間・迫間台・稲口・大杉・肥田瀬・鋳物師屋・市平賀・平賀町・東新町・東出町・南出を除く[1]）
- 美濃市の全域
- 山県市の一部（中洞・岩佐・笹賀・田栗・椿・徳永・佐野・出戸・日永・相戸・柿野・船越）
- 下呂市の一部（金山町金山・金山町菅田笹洞・金山町菅田桐洞）
- 加茂郡七宗町の大部分（上麻生・神渕）
- 加茂郡白川町の一部（坂ノ東）

## 歴史

### 古代
牟義都(身毛津、牟宜都)国造の本拠地であった。
『続日本紀』には「務義」、『美濃国司解』などには「武儀」、『和名類聚抄』では「武芸」とし、「牟介」と訓注する。
『和名抄』には9郷が挙げられている。
•御佩郷-美濃市御手洗付近
•跡部郷-武芸川町(現・関市)全域及び美山町(現・山県市)岩佐・中洞一帯？
•生櫛郷-美濃市生櫛付近
•有知郷-郡家所在地。牟義都国造の居住地。美濃国上有知、中有知、関市下有知
•白金郷-関市白金付近
•大山郷-富加町大山・加治田付近
•稲朽郷-関市稲口付近
•管田郷-金山町菅田付近
•揖可郷-美濃加茂市伊深付近

### 近世以降の沿革
- 「旧高旧領取調帳」に記載されている明治初年時点での支配は以下の通り。幕府領は美濃郡代が管轄。●は村内に寺社領が存在。（135村）

| 知行                 | 知行                        | 村数  | 村名 |
| -------------------- | --------------------------- | ----- | --- |
| 幕府領               | 美濃郡代                    | 6村   | 極楽寺村、小屋名村、山田村、笠神村、横越村、椿村 |
| 幕府領 旗本領 寺社領 | 美濃郡代 池田松之助 龍泰寺  | 1村   | 下有知村 |
| 幕府領 寺社領        | 美濃郡代 武芸八幡宮         | 1村   | 八幡村 |
| 旗本領               | 関大嶋氏                    | 1村   | 関村 |
| 旗本領               | 松平隼人                    | 1村   | 池尻村 |
| 旗本領               | 村瀬真次郎                  | 1村   | 倉知村 |
| 藩領                 | 尾張藩(太田代官)            | 111村 | 長瀬村、立花村、安毛村、片知村、神洞村、蕨生村、上野村、御手洗村、小倉村、乙狩村、小坂村、大野村（現・関市洞戸大野）、黒谷村、市場村、菅谷村、片村、通元寺村、栗原村、飛瀬村、尾倉村、高賀村、阿部村、高見村、小瀬見村、老洞村、松谷村、白谷村、加部村、門出村、岩本村、九蔵村、松場村、中切村、野口村、田口村、保木口村、杉原村、島口村、門原村、柿野村、出戸村、相戸村、佐野村、日永村、船越村、徳永村、小知野村、高野村、平村、神野村、西神野村、岩佐村、中洞村、谷口村、宇多院村、広見村、大矢田村、小瀬村、殿村、西洞村、多羅木村、上野村、町村、轡野村、簗瀬村、若栗村、間吹村、多々羅村、拭井村、比根村、明ヶ島村、行合村、川合村、船山村、宮脇村、武儀倉村、鴈曽礼村、粟野村、祖父川村、町村、大洞村、岩山崎村、鳥屋市村、前野村、大野村（現・関市上大野）、松森村、下河和村、小野村、曽代村、保木脇村、上河和村、間見村、大橋村、大塚村、寺洞村、中切村、八日市村、奥田村、万場村、杉洞村、葉須村、上麻生村、金山村、広島村、相模村、大利村、小川村、新津村、村君村、桐洞村、笹洞村 |
| 藩領                 | 美濃今尾藩                  | 2村   | 志摩村、志津野村 |
| 藩領                 | 美濃岩村藩                  | 3村   | 上白金村、笹賀村、田栗村 |
| 幕府領 藩領          | 美濃郡代 尾張藩(太田代官)   | 1村   | 生櫛村 |
| 藩領 旗本領          | 岩村藩 村瀬真次郎           | 2村   | 下白金村、跡部村 |
| 藩領 寺社領          | 尾張藩(太田代官) 清泰寺     | 1村   | 上有知村 |
| 藩領 寺社領          | 尾張藩(太田代官) 日龍峰寺   | 1村   | 大門村 |
| 藩領 寺社領          | 尾張藩(太田代官) 洲原白山社 | 1村   | 須原村 |
| 藩領 寺社領          | 今尾藩 新長谷寺             | 1村   | 吉田村 |
| 寺社領               | 南宮神社                    | 1村   | 水成山村 |

- 慶応4年
  - 4月15日（1868年5月7日） - 幕府領・旗本領が笠松裁判所の管轄となる。
  - 閏4月25日（1868年6月15日） - 笠松裁判所の管轄地域が笠松県の管轄となる。
  - 7月14日（1871年8月29日） - 廃藩置県により、藩領が名古屋県、今尾県、岩村県となる。
  - 11月22日（1872年1月2日） - 第1次府県統合により、全域が岐阜県の管轄となる。
- 明治初年（112村）
  - 殿村・西洞村・多羅木村・上野村・町村・轡野村・大門村が合併して下之保村となる。
  - 簗瀬村・若栗村・間吹村・多々羅村・拭井村・比根村が合併して中之保村となる[3]。
  - 明ヶ島村・行合村・川合村・船山村・宮脇村・武儀倉村・鴈曽礼村・粟野村・祖父川村・町村・大洞村・岩山崎村・鳥屋市村が合併して上之保村となる。
- 明治4年（95村）
  - 4月1日（1871年5月19日） - 白谷村・加部村・門出村・岩本村・九蔵村・松場村・中切村・野口村・田口村・保木口村・杉原村・島口村・門原村が合併して板取村となる。
  - 広島村・相模村・大利村・小川村・新津村・村君村が合併して坂ノ東村となる。
- 明治6年（1873年）4月1日（86村）
  - 間見村・大橋村・大塚村・寺洞村・中切村・八日市村・奥田村・万場村・杉洞村・葉須村が合併して神渕村となる。
- 明治7年（1874年）9月[4]（80村）
  - 2ヶ所存在した大野村が上大野村（現・関市上大野）・下大野村（現・関市洞戸大野）にそれぞれ改称。
  - 水成山村および上之保村の一部（字下組[5]）が合併して富之保村となる。
  - 尾倉村・高賀村・阿部村・高見村・老洞村・松谷村・小瀬見村が合併して奥洞戸村となる。
- 明治8年（1875年）6月 - 小坂村・下大野村・黒谷村が合併して下洞戸村となる。（78村）
- 明治12年（1879年）2月18日 - 郡区町村編制法の岐阜県での施行により、行政区画としての武儀郡が発足。郡役所が上有知村に設置。

### 町村制以降の沿革
- 明治22年（1889年）7月1日 - 町村制の施行により、上有知町（現・美濃市）、関町（現・関市）、安曽野村、洲原谷村、長瀬村、片知村、蕨生村、神洞村、上牧村（現・美濃市）、市場村、通元寺村、片村、菅谷村、下洞戸村、栗原村、飛瀬村、奥洞戸村、板取村（現・関市）、乾村、笹賀村、田栗村、椿村、徳永村、佐野村、西武芸村（現・山県市）、東武芸村、高野村、八幡村、小知野村、広見村、跡部村（現・関市）、大矢田村、藍見村（現・美濃市）、瀬尻村、小金田村、倉知村、吉田村、下有知村（現・関市）、中有知村（現・美濃市）、富野村、下之保村、中之保村、富之保村、上之保村（現・関市）、神渕村（現・加茂郡七宗町）、沙田村、金山村（現・下呂市）、坂ノ東村（現・加茂郡白川町）、上麻生村（現・加茂郡七宗町）が発足。それにともない以下の変更が行われる。（2町47村）
  - 上有知村が町制施行して上有知町となる。
  - 関村が町制施行して関町となる。
  - 安曽野村 ← 曽代村、前野村、安毛村
  - 洲原谷村 ← 須原村、立花村、上河和村、下河和村、保木脇村
  - 上牧村 ← 上野村、乙狩村、御手洗村、小倉村
  - 板取村 ← 板取村、奥洞戸村［老洞組・松谷組］
  - 乾村 ← 出戸村、日永村、相戸村、柿野村、船越村
  - 西武芸村 ← 岩佐村、中洞村
  - 東武芸村 ← 谷口村、平村、宇多院村
  - 藍見村 ← 笠神村、横越村、極楽寺村
  - 瀬尻村 ← 小瀬村、池尻村
  - 小金田村 ← 小屋名村、上白金村、下白金村、山田村
  - 中有知村 ← 松森村、生櫛村、志摩村
  - 富野村 ← 西神野村、神野村、上大野村、志津野村、小野村
  - 沙田村 ← 笹洞村、桐洞村
- 明治23年（1890年）
  - 12月17日 - 沙田村が改称して菅田村となる。
  - 12月27日 - 金山村が町制施行して金山町となる。（3町46村）
- 明治24年（1891年）9月24日 - 洲原谷村が改称して洲原村となる。
- 明治29年（1896年）11月20日 - 菅田村が町制施行して菅田町となる。（4町45村）
- 明治30年（1897年）4月1日 - 以下の町村の統合が行われる。 （4町27村）
  - 北武芸村 ← 笹賀村、田栗村、椿村、徳永村、佐野村（現・山県市）
  - 南武芸村 ← 高野村、八幡村、小知野村、広見村、跡部村（現・関市）
  - 洞戸村 ← 市場村、通元寺村、片村、栗原村、飛瀬村、奥洞戸村、下洞戸村、菅谷村（現・関市）
  - 下牧村 ← 長瀬村、片知村、蕨生村、神洞村（現・美濃市）
  - 小金田村の一部（字保明組）が山県郡保戸島村の一部となる。
- 明治30年（1897年）8月1日 - 郡制を施行。
- 明治44年（1911年）4月1日 - 上有知町が改称して美濃町となる。
- 大正10年（1921年）7月11日 - 関町・吉田村が合併し、改めて関町が発足。（4町26村）
- 大正12年（1923年）4月1日 - 郡会が廃止。郡役所は存続。
- 大正14年（1925年）7月18日 - 安曽野村が美濃町に編入。（4町25村）
- 大正15年（1926年）7月1日 - 郡役所が廃止。以降は地域区分名称となる。
- 昭和18年（1943年）10月1日 - 瀬尻村・倉知村が関町に編入。（4町23村）
- 昭和23年（1948年）12月10日 - 関町が加茂郡田原村の一部（稲口のうち小字三飛を除く区域）を編入。
- 昭和24年（1949年）10月1日 - 関町が加茂郡富岡村の一部（市平賀・鋳物師屋・肥田瀬）を編入。
- 昭和25年（1950年）
  - 4月1日 - 西武芸村・北武芸村の所属郡が山県郡に変更。（4町21村）
  - 8月10日
    - 小金田村が山県郡保戸島村を編入。
    - 関町が山県郡千疋村を編入。

  - 10月15日 - 関町が加茂郡田原村を編入のうえ市制施行して関市となり、郡より離脱。（3町20村）
- 昭和26年（1951年）3月20日 - 下有知村が関市に編入。（3町19村）
- 昭和27年（1952年）8月1日 - 上麻生村の所属郡が加茂郡に変更。（3町18村）
- 昭和29年（1954年）
  - 4月1日（2町12村）
    - 坂ノ東村が加茂郡白川町に編入。
    - 美濃町・洲原村・下牧村・上牧村・大矢田村・藍見村・中有知村が合併して美濃市が発足し、郡より離脱。

  - 9月10日 - 富野村が関市に編入。（2町11村）
- 昭和30年（1955年）
  - 1月10日 - 小金田村が関市に編入。（2町10村）
  - 2月11日 - 神淵村が加茂郡上麻生村と合併して加茂郡七宗村が発足。（2町9村）
  - 3月1日 - 金山町・菅田町が益田郡下原村・郡上郡東村と合併し、改めて益田郡金山町が発足。（9村）
  - 4月1日（6村）
    - 乾村が山県郡北山村・葛原村・谷合村・北武芸村・富波村・西武芸村と合併して山県郡美山村が発足。
    - 下之保村・中之保村・富之保村が合併して武儀村が発足。
- 昭和31年（1956年）9月29日（5村）
  - 東武芸村および南武芸村の大部分が合併して武芸村が発足。南武芸村の残部（広見の一部）が関市に編入。
- 昭和40年（1965年）4月1日 - 武芸村が町制施行・改称して武芸川町となる。（1町4村）
- 昭和46年（1971年）4月1日 - 武儀村が町制施行して武儀町となる。（2町3村）
- 平成17年（2005年）2月7日 - 洞戸村・板取村・武芸川町・武儀町・上之保村が関市に編入。同日武儀郡消滅。

### 変遷表
| 明治以前 | 明治以前   | 明治以前        | 明治元年 - 明治22年 | 明治元年 - 明治22年      | 明治元年 - 明治22年      | 明治22年 7月1日 町村制施行 | 明治22年 - 大正15年          | 明治22年 - 大正15年          | 昭和元年 - 昭和29年            | 昭和元年 - 昭和29年                       | 昭和30年 - 昭和39年               | 昭和40年 - 昭和64年                     | 平成元年 - 現在             | 現在          |
| -------- | ---------- | --------------- | ------------------- | ------------------------ | ------------------------ | -------------------------- | ---------------------------- | ---------------------------- | ------------------------------ | ----------------------------------------- | --------------------------------- | --------------------------------------- | --------------------------- | ------------- |
| 武 儀 郡 | 上有知村   | 上有知村        | 上有知村            | 上有知村                 | 上有知村                 | 上有知町                   | 上有知町                     | 明治44年4月1日 改称 美濃町   | 美濃町                         | 昭和29年4月1日 美濃市                     | 美濃市                            | 美濃市                                  | 美濃市                      | 美濃市        |
| 武 儀 郡 | 曽代村     | 曽代村          | 曽代村              | 曽代村                   | 曽代村                   | 安曽野村                   | 安曽野村                     | 大正14年7月18日 美濃町に編入 | 美濃町                         | 昭和29年4月1日 美濃市                     | 美濃市                            | 美濃市                                  | 美濃市                      | 美濃市        |
| 武 儀 郡 | 前野村     | 前野村          | 前野村              | 前野村                   | 前野村                   | 安曽野村                   | 安曽野村                     | 大正14年7月18日 美濃町に編入 | 美濃町                         | 昭和29年4月1日 美濃市                     | 美濃市                            | 美濃市                                  | 美濃市                      | 美濃市        |
| 武 儀 郡 | 安毛村     | 安毛村          | 安毛村              | 安毛村                   | 安毛村                   | 安曽野村                   | 安曽野村                     | 大正14年7月18日 美濃町に編入 | 美濃町                         | 昭和29年4月1日 美濃市                     | 美濃市                            | 美濃市                                  | 美濃市                      | 美濃市        |
| 武 儀 郡 | 須原村     | 須原村          | 須原村              | 須原村                   | 須原村                   | 洲原谷村                   | 明治24年9月24日 改称 洲原村  | 明治24年9月24日 改称 洲原村  | 洲原村                         | 昭和29年4月1日 美濃市                     | 美濃市                            | 美濃市                                  | 美濃市                      | 美濃市        |
| 武 儀 郡 | 立花村     | 立花村          | 立花村              | 立花村                   | 立花村                   | 洲原谷村                   | 明治24年9月24日 改称 洲原村  | 明治24年9月24日 改称 洲原村  | 洲原村                         | 昭和29年4月1日 美濃市                     | 美濃市                            | 美濃市                                  | 美濃市                      | 美濃市        |
| 武 儀 郡 | 上河和村   | 上河和村        | 上河和村            | 上河和村                 | 上河和村                 | 洲原谷村                   | 明治24年9月24日 改称 洲原村  | 明治24年9月24日 改称 洲原村  | 洲原村                         | 昭和29年4月1日 美濃市                     | 美濃市                            | 美濃市                                  | 美濃市                      | 美濃市        |
| 武 儀 郡 | 下河和村   | 下河和村        | 下河和村            | 下河和村                 | 下河和村                 | 洲原谷村                   | 明治24年9月24日 改称 洲原村  | 明治24年9月24日 改称 洲原村  | 洲原村                         | 昭和29年4月1日 美濃市                     | 美濃市                            | 美濃市                                  | 美濃市                      | 美濃市        |
| 武 儀 郡 | 保木脇村   | 保木脇村        | 保木脇村            | 保木脇村                 | 保木脇村                 | 洲原谷村                   | 明治24年9月24日 改称 洲原村  | 明治24年9月24日 改称 洲原村  | 洲原村                         | 昭和29年4月1日 美濃市                     | 美濃市                            | 美濃市                                  | 美濃市                      | 美濃市        |
| 武 儀 郡 | 長瀬村     | 長瀬村          | 長瀬村              | 長瀬村                   | 長瀬村                   | 長瀬村                     | 長瀬村                       | 明治30年4月1日 下牧村        | 下牧村                         | 昭和29年4月1日 美濃市                     | 美濃市                            | 美濃市                                  | 美濃市                      | 美濃市        |
| 武 儀 郡 | 片知村     | 片知村          | 片知村              | 片知村                   | 片知村                   | 片知村                     | 片知村                       | 明治30年4月1日 下牧村        | 下牧村                         | 昭和29年4月1日 美濃市                     | 美濃市                            | 美濃市                                  | 美濃市                      | 美濃市        |
| 武 儀 郡 | 蕨生村     | 蕨生村          | 蕨生村              | 蕨生村                   | 蕨生村                   | 蕨生村                     | 蕨生村                       | 明治30年4月1日 下牧村        | 下牧村                         | 昭和29年4月1日 美濃市                     | 美濃市                            | 美濃市                                  | 美濃市                      | 美濃市        |
| 武 儀 郡 | 神洞村     | 神洞村          | 神洞村              | 神洞村                   | 神洞村                   | 神洞村                     | 神洞村                       | 明治30年4月1日 下牧村        | 下牧村                         | 昭和29年4月1日 美濃市                     | 美濃市                            | 美濃市                                  | 美濃市                      | 美濃市        |
| 武 儀 郡 | 上野村     | 上野村          | 上野村              | 上野村                   | 上野村                   | 上牧村                     | 上牧村                       | 上牧村                       | 上牧村                         | 昭和29年4月1日 美濃市                     | 美濃市                            | 美濃市                                  | 美濃市                      | 美濃市        |
| 武 儀 郡 | 乙狩村     | 乙狩村          | 乙狩村              | 乙狩村                   | 乙狩村                   | 上牧村                     | 上牧村                       | 上牧村                       | 上牧村                         | 昭和29年4月1日 美濃市                     | 美濃市                            | 美濃市                                  | 美濃市                      | 美濃市        |
| 武 儀 郡 | 御手洗村   | 御手洗村        | 御手洗村            | 御手洗村                 | 御手洗村                 | 上牧村                     | 上牧村                       | 上牧村                       | 上牧村                         | 昭和29年4月1日 美濃市                     | 美濃市                            | 美濃市                                  | 美濃市                      | 美濃市        |
| 武 儀 郡 | 小倉村     | 小倉村          | 小倉村              | 小倉村                   | 小倉村                   | 上牧村                     | 上牧村                       | 上牧村                       | 上牧村                         | 昭和29年4月1日 美濃市                     | 美濃市                            | 美濃市                                  | 美濃市                      | 美濃市        |
| 武 儀 郡 | 大矢田村   | 大矢田村        | 大矢田村            | 大矢田村                 | 大矢田村                 | 大矢田村                   | 大矢田村                     | 大矢田村                     | 大矢田村                       | 昭和29年4月1日 美濃市                     | 美濃市                            | 美濃市                                  | 美濃市                      | 美濃市        |
| 武 儀 郡 | 笠神村     | 笠神村          | 笠神村              | 笠神村                   | 笠神村                   | 藍見村                     | 藍見村                       | 藍見村                       | 藍見村                         | 昭和29年4月1日 美濃市                     | 美濃市                            | 美濃市                                  | 美濃市                      | 美濃市        |
| 武 儀 郡 | 横越村     | 横越村          | 横越村              | 横越村                   | 横越村                   | 藍見村                     | 藍見村                       | 藍見村                       | 藍見村                         | 昭和29年4月1日 美濃市                     | 美濃市                            | 美濃市                                  | 美濃市                      | 美濃市        |
| 武 儀 郡 | 極楽寺村   | 極楽寺村        | 極楽寺村            | 極楽寺村                 | 極楽寺村                 | 藍見村                     | 藍見村                       | 藍見村                       | 藍見村                         | 昭和29年4月1日 美濃市                     | 美濃市                            | 美濃市                                  | 美濃市                      | 美濃市        |
| 武 儀 郡 | 松森村     | 松森村          | 松森村              | 松森村                   | 松森村                   | 中有知村                   | 中有知村                     | 中有知村                     | 中有知村                       | 昭和29年4月1日 美濃市                     | 美濃市                            | 美濃市                                  | 美濃市                      | 美濃市        |
| 武 儀 郡 | 生櫛村     | 生櫛村          | 生櫛村              | 生櫛村                   | 生櫛村                   | 中有知村                   | 中有知村                     | 中有知村                     | 中有知村                       | 昭和29年4月1日 美濃市                     | 美濃市                            | 美濃市                                  | 美濃市                      | 美濃市        |
| 武 儀 郡 | 志摩村     | 志摩村          | 志摩村              | 志摩村                   | 志摩村                   | 中有知村                   | 中有知村                     | 中有知村                     | 中有知村                       | 昭和29年4月1日 美濃市                     | 美濃市                            | 美濃市                                  | 美濃市                      | 美濃市        |
| 武 儀 郡 | 小屋名村   | 小屋名村        | 小屋名村            | 小屋名村                 | 小屋名村                 | 小金田村                   | 小金田村                     | 小金田村                     | 小金田村                       | 小金田村                                  | 昭和30年1月10日 関市に編入        | 関市                                    | 関市                        | 関市          |
| 武 儀 郡 | 山田村     | 山田村          | 山田村              | 山田村                   | 山田村                   | 小金田村                   | 小金田村                     | 小金田村                     | 小金田村                       | 小金田村                                  | 昭和30年1月10日 関市に編入        | 関市                                    | 関市                        | 関市          |
| 武 儀 郡 | 上白金村   | 上白金村        | 上白金村            | 上白金村                 | 上白金村                 | 小金田村                   | 小金田村                     | 小金田村                     | 小金田村                       | 小金田村                                  | 昭和30年1月10日 関市に編入        | 関市                                    | 関市                        | 関市          |
| 武 儀 郡 | 下白金村   | 字保明組 を除く | 下白金村            | 下白金村                 | 下白金村                 | 小金田村                   | 小金田村                     | 小金田村                     | 小金田村                       | 小金田村                                  | 昭和30年1月10日 関市に編入        | 関市                                    | 関市                        | 関市          |
| 武 儀 郡 | 下白金村   | 字保明組        | 下白金村            | 下白金村                 | 下白金村                 | 小金田村                   | 小金田村                     | 明治30年4月1日 保戸島村      | 昭和25年8月10日 小金田村に編入 | 小金田村                                  | 昭和30年1月10日 関市に編入        | 関市                                    | 関市                        | 関市          |
| 稲 葉 郡 | 芥見村     | 芥見村          | 芥見村              | 芥見村                   | 芥見村                   | 芥見村                     | 芥見村                       | 明治30年4月1日 保戸島村      | 昭和25年8月10日 小金田村に編入 | 小金田村                                  | 昭和30年1月10日 関市に編入        | 関市                                    | 関市                        | 関市          |
| 山 県 郡 | 戸田村     | 戸田村          | 戸田村              | 戸田村                   | 戸田村                   | 戸田村                     | 戸田村                       | 明治30年4月1日 保戸島村      | 昭和25年8月10日 小金田村に編入 | 小金田村                                  | 昭和30年1月10日 関市に編入        | 関市                                    | 関市                        | 関市          |
| 山 県 郡 | 側島村     | 側島村          | 側島村              | 側島村                   | 側島村                   | 側島村                     | 側島村                       | 明治30年4月1日 保戸島村      | 昭和25年8月10日 小金田村に編入 | 小金田村                                  | 昭和30年1月10日 関市に編入        | 関市                                    | 関市                        | 関市          |
| 山 県 郡 | 千疋村     | 千疋村          | 千疋村              | 千疋村                   | 千疋村                   | 千疋村                     | 千疋村                       | 明治30年4月1日 千疋村        | 昭和25年8月10日 関町に編入     | 昭和25年10月15日 市制 関市                | 関市                              | 関市                                    | 関市                        | 関市          |
| 山 県 郡 | 植野村     | 植野村          | 植野村              | 植野村                   | 植野村                   | 植野村                     | 植野村                       | 明治30年4月1日 千疋村        | 昭和25年8月10日 関町に編入     | 昭和25年10月15日 市制 関市                | 関市                              | 関市                                    | 関市                        | 関市          |
| 武 儀 郡 | 関村       | 関村            | 関村                | 関村                     | 関村                     | 関町                       | 関町                         | 大正10年7月1日 関町          | 関町                           | 昭和25年10月15日 市制 関市                | 関市                              | 関市                                    | 関市                        | 関市          |
| 武 儀 郡 | 吉田村     | 吉田村          | 吉田村              | 吉田村                   | 吉田村                   | 吉田村                     | 吉田村                       | 大正10年7月1日 関町          | 関町                           | 昭和25年10月15日 市制 関市                | 関市                              | 関市                                    | 関市                        | 関市          |
| 武 儀 郡 | 小瀬村     | 小瀬村          | 小瀬村              | 小瀬村                   | 小瀬村                   | 瀬尻村                     | 瀬尻村                       | 瀬尻村                       | 昭和18年10月1日 関町に編入     | 昭和25年10月15日 市制 関市                | 関市                              | 関市                                    | 関市                        | 関市          |
| 武 儀 郡 | 池尻村     | 池尻村          | 池尻村              | 池尻村                   | 池尻村                   | 瀬尻村                     | 瀬尻村                       | 瀬尻村                       | 昭和18年10月1日 関町に編入     | 昭和25年10月15日 市制 関市                | 関市                              | 関市                                    | 関市                        | 関市          |
| 武 儀 郡 | 倉知村     | 倉知村          | 倉知村              | 倉知村                   | 倉知村                   | 倉知村                     | 倉知村                       | 倉知村                       | 昭和18年10月1日 関町に編入     | 昭和25年10月15日 市制 関市                | 関市                              | 関市                                    | 関市                        | 関市          |
| 加 茂 郡 | 肥田瀬村   | 肥田瀬村        | 肥田瀬村            | 肥田瀬村                 | 肥田瀬村                 | 肥田瀬村                   | 肥田瀬村                     | 明治30年4月1日 富岡村の一部  | 昭和24年10月1日 関町に編入     | 昭和25年10月15日 市制 関市                | 関市                              | 関市                                    | 関市                        | 関市          |
| 加 茂 郡 | 鋳物師屋村 | 鋳物師屋村      | 鋳物師屋村          | 鋳物師屋村               | 鋳物師屋村               | 鋳物師屋村                 | 鋳物師屋村                   | 明治30年4月1日 富岡村の一部  | 昭和24年10月1日 関町に編入     | 昭和25年10月15日 市制 関市                | 関市                              | 関市                                    | 関市                        | 関市          |
| 加 茂 郡 | 市平賀村   | 市平賀村        | 市平賀村            | 市平賀村                 | 市平賀村                 | 市平賀村                   | 市平賀村                     | 明治30年4月1日 富岡村の一部  | 昭和24年10月1日 関町に編入     | 昭和25年10月15日 市制 関市                | 関市                              | 関市                                    | 関市                        | 関市          |
| 加 茂 郡 | 稲口村     | 小字三飛 を除く | 稲口村              | 稲口村                   | 稲口村                   | 稲口村                     | 稲口村                       | 明治30年4月1日 田原村        | 昭和23年12月10日 関町に編入    | 昭和25年10月15日 市制 関市                | 関市                              | 関市                                    | 関市                        | 関市          |
| 加 茂 郡 | 稲口村     | 小字三飛        | 稲口村              | 稲口村                   | 稲口村                   | 稲口村                     | 稲口村                       | 明治30年4月1日 田原村        | 田原村                         | 昭和25年10月15日 関町に編入 即日市制 関市 | 関市                              | 関市                                    | 関市                        | 関市          |
| 加 茂 郡 | 東田原村   | 東田原村        | 東田原村            | 東田原村                 | 東田原村                 | 東田原村                   | 東田原村                     | 明治30年4月1日 田原村        | 田原村                         | 昭和25年10月15日 関町に編入 即日市制 関市 | 関市                              | 関市                                    | 関市                        | 関市          |
| 加 茂 郡 | 西田原村   | 西田原村        | 西田原村            | 西田原村                 | 西田原村                 | 西田原村                   | 西田原村                     | 明治30年4月1日 田原村        | 田原村                         | 昭和25年10月15日 関町に編入 即日市制 関市 | 関市                              | 関市                                    | 関市                        | 関市          |
| 加 茂 郡 | 小迫間村   | 小迫間村        | 小迫間村            | 小迫間村                 | 小迫間村                 | 小迫間村                   | 小迫間村                     | 明治30年4月1日 田原村        | 田原村                         | 昭和25年10月15日 関町に編入 即日市制 関市 | 関市                              | 関市                                    | 関市                        | 関市          |
| 加 茂 郡 | 迫間村     | 迫間村          | 迫間村              | 迫間村                   | 迫間村                   | 迫間村                     | 迫間村                       | 明治30年4月1日 田原村        | 田原村                         | 昭和25年10月15日 関町に編入 即日市制 関市 | 関市                              | 関市                                    | 関市                        | 関市          |
| 加 茂 郡 | 大杉村     | 大杉村          | 大杉村              | 大杉村                   | 大杉村                   | 大杉村                     | 大杉村                       | 明治30年4月1日 田原村        | 田原村                         | 昭和25年10月15日 関町に編入 即日市制 関市 | 関市                              | 関市                                    | 関市                        | 関市          |
| 武 儀 郡 | 下有知村   | 下有知村        | 下有知村            | 下有知村                 | 下有知村                 | 下有知村                   | 下有知村                     | 下有知村                     | 下有知村                       | 昭和26年3月20日 関市に編入                | 関市                              | 関市                                    | 関市                        | 関市          |
| 武 儀 郡 | 西神野村   | 西神野村        | 西神野村            | 西神野村                 | 西神野村                 | 富野村                     | 富野村                       | 富野村                       | 富野村                         | 昭和29年9月10日 関市に編入                | 関市                              | 関市                                    | 関市                        | 関市          |
| 武 儀 郡 | 神野村     | 神野村          | 神野村              | 神野村                   | 神野村                   | 富野村                     | 富野村                       | 富野村                       | 富野村                         | 昭和29年9月10日 関市に編入                | 関市                              | 関市                                    | 関市                        | 関市          |
| 武 儀 郡 | 小野村     | 小野村          | 小野村              | 小野村                   | 小野村                   | 富野村                     | 富野村                       | 富野村                       | 富野村                         | 昭和29年9月10日 関市に編入                | 関市                              | 関市                                    | 関市                        | 関市          |
| 武 儀 郡 | 大野村     | 大野村          | 大野村              | 明治7年9月 改称 上大野村 | 明治7年9月 改称 上大野村 | 富野村                     | 富野村                       | 富野村                       | 富野村                         | 昭和29年9月10日 関市に編入                | 関市                              | 関市                                    | 関市                        | 関市          |
| 武 儀 郡 | 志津野村   | 志津野村        | 志津野村            | 志津野村                 | 志津野村                 | 富野村                     | 富野村                       | 富野村                       | 富野村                         | 昭和29年9月10日 関市に編入                | 関市                              | 関市                                    | 関市                        | 関市          |
| 武 儀 郡 | 広見村     | 大部分          | 広見村              | 広見村                   | 広見村                   | 広見村                     | 広見村                       | 明治30年4月1日 南武芸村      | 南武芸村                       | 南武芸村                                  | 昭和31年9月29日 関市に編入        | 関市                                    | 関市                        | 関市          |
| 武 儀 郡 | 広見村     | ごく一部        | 広見村              | 広見村                   | 広見村                   | 広見村                     | 広見村                       | 明治30年4月1日 南武芸村      | 南武芸村                       | 南武芸村                                  | 昭和31年9月29日 武芸村            | 昭和40年4月1日 町制改称 武芸川町        | 平成17年2月7日 関市に編入   | 関市          |
| 武 儀 郡 | 高野村     | 高野村          | 高野村              | 高野村                   | 高野村                   | 高野村                     | 高野村                       | 明治30年4月1日 南武芸村      | 南武芸村                       | 南武芸村                                  | 昭和31年9月29日 武芸村            | 昭和40年4月1日 町制改称 武芸川町        | 平成17年2月7日 関市に編入   | 関市          |
| 武 儀 郡 | 八幡村     | 八幡村          | 八幡村              | 八幡村                   | 八幡村                   | 八幡村                     | 八幡村                       | 明治30年4月1日 南武芸村      | 南武芸村                       | 南武芸村                                  | 昭和31年9月29日 武芸村            | 昭和40年4月1日 町制改称 武芸川町        | 平成17年2月7日 関市に編入   | 関市          |
| 武 儀 郡 | 小知野村   | 小知野村        | 小知野村            | 小知野村                 | 小知野村                 | 小知野村                   | 小知野村                     | 明治30年4月1日 南武芸村      | 南武芸村                       | 南武芸村                                  | 昭和31年9月29日 武芸村            | 昭和40年4月1日 町制改称 武芸川町        | 平成17年2月7日 関市に編入   | 関市          |
| 武 儀 郡 | 跡部村     | 跡部村          | 跡部村              | 跡部村                   | 跡部村                   | 跡部村                     | 跡部村                       | 明治30年4月1日 南武芸村      | 南武芸村                       | 南武芸村                                  | 昭和31年9月29日 武芸村            | 昭和40年4月1日 町制改称 武芸川町        | 平成17年2月7日 関市に編入   | 関市          |
| 武 儀 郡 | 谷口村     | 谷口村          | 谷口村              | 谷口村                   | 谷口村                   | 東武芸村                   | 東武芸村                     | 東武芸村                     | 東武芸村                       | 東武芸村                                  | 昭和31年9月29日 武芸村            | 昭和40年4月1日 町制改称 武芸川町        | 平成17年2月7日 関市に編入   | 関市          |
| 武 儀 郡 | 平村       | 平村            | 平村                | 平村                     | 平村                     | 東武芸村                   | 東武芸村                     | 東武芸村                     | 東武芸村                       | 東武芸村                                  | 昭和31年9月29日 武芸村            | 昭和40年4月1日 町制改称 武芸川町        | 平成17年2月7日 関市に編入   | 関市          |
| 武 儀 郡 | 宇多院村   | 宇多院村        | 宇多院村            | 宇多院村                 | 宇多院村                 | 東武芸村                   | 東武芸村                     | 東武芸村                     | 東武芸村                       | 東武芸村                                  | 昭和31年9月29日 武芸村            | 昭和40年4月1日 町制改称 武芸川町        | 平成17年2月7日 関市に編入   | 関市          |
| 武 儀 郡 | 市場村     | 市場村          | 市場村              | 市場村                   | 市場村                   | 市場村                     | 市場村                       | 明治30年4月1日 洞戸村        | 洞戸村                         | 洞戸村                                    | 洞戸村                            | 洞戸村                                  | 平成17年2月7日 関市に編入   | 関市          |
| 武 儀 郡 | 通元寺村   | 通元寺村        | 通元寺村            | 通元寺村                 | 通元寺村                 | 通元寺村                   | 通元寺村                     | 明治30年4月1日 洞戸村        | 洞戸村                         | 洞戸村                                    | 洞戸村                            | 洞戸村                                  | 平成17年2月7日 関市に編入   | 関市          |
| 武 儀 郡 | 片村       | 片村            | 片村                | 片村                     | 片村                     | 片村                       | 片村                         | 明治30年4月1日 洞戸村        | 洞戸村                         | 洞戸村                                    | 洞戸村                            | 洞戸村                                  | 平成17年2月7日 関市に編入   | 関市          |
| 武 儀 郡 | 菅谷村     | 菅谷村          | 菅谷村              | 菅谷村                   | 菅谷村                   | 菅谷村                     | 菅谷村                       | 明治30年4月1日 洞戸村        | 洞戸村                         | 洞戸村                                    | 洞戸村                            | 洞戸村                                  | 平成17年2月7日 関市に編入   | 関市          |
| 武 儀 郡 | 小坂村     | 小坂村          | 小坂村              | 小坂村                   | 明治8年 下洞戸村         | 下洞戸村                   | 下洞戸村                     | 明治30年4月1日 洞戸村        | 洞戸村                         | 洞戸村                                    | 洞戸村                            | 洞戸村                                  | 平成17年2月7日 関市に編入   | 関市          |
| 武 儀 郡 | 黒谷村     | 黒谷村          | 黒谷村              | 黒谷村                   | 明治8年 下洞戸村         | 下洞戸村                   | 下洞戸村                     | 明治30年4月1日 洞戸村        | 洞戸村                         | 洞戸村                                    | 洞戸村                            | 洞戸村                                  | 平成17年2月7日 関市に編入   | 関市          |
| 武 儀 郡 | 大野村     | 大野村          | 大野村              | 明治7年9月 改称 下大野村 | 明治8年 下洞戸村         | 下洞戸村                   | 下洞戸村                     | 明治30年4月1日 洞戸村        | 洞戸村                         | 洞戸村                                    | 洞戸村                            | 洞戸村                                  | 平成17年2月7日 関市に編入   | 関市          |
| 武 儀 郡 | 栗原村     | 栗原村          | 栗原村              | 栗原村                   | 栗原村                   | 栗原村                     | 栗原村                       | 明治30年4月1日 洞戸村        | 洞戸村                         | 洞戸村                                    | 洞戸村                            | 洞戸村                                  | 平成17年2月7日 関市に編入   | 関市          |
| 武 儀 郡 | 飛瀬村     | 飛瀬村          | 飛瀬村              | 飛瀬村                   | 飛瀬村                   | 飛瀬村                     | 飛瀬村                       | 明治30年4月1日 洞戸村        | 洞戸村                         | 洞戸村                                    | 洞戸村                            | 洞戸村                                  | 平成17年2月7日 関市に編入   | 関市          |
| 武 儀 郡 | 尾倉村     | 尾倉村          | 尾倉村              | 明治7年9月 奥洞戸村      | 明治7年9月 奥洞戸村      | 奥洞戸村                   | 奥洞戸村                     | 明治30年4月1日 洞戸村        | 洞戸村                         | 洞戸村                                    | 洞戸村                            | 洞戸村                                  | 平成17年2月7日 関市に編入   | 関市          |
| 武 儀 郡 | 高賀村     | 高賀村          | 高賀村              | 明治7年9月 奥洞戸村      | 明治7年9月 奥洞戸村      | 奥洞戸村                   | 奥洞戸村                     | 明治30年4月1日 洞戸村        | 洞戸村                         | 洞戸村                                    | 洞戸村                            | 洞戸村                                  | 平成17年2月7日 関市に編入   | 関市          |
| 武 儀 郡 | 阿部村     | 阿部村          | 阿部村              | 明治7年9月 奥洞戸村      | 明治7年9月 奥洞戸村      | 奥洞戸村                   | 奥洞戸村                     | 明治30年4月1日 洞戸村        | 洞戸村                         | 洞戸村                                    | 洞戸村                            | 洞戸村                                  | 平成17年2月7日 関市に編入   | 関市          |
| 武 儀 郡 | 高見村     | 高見村          | 高見村              | 明治7年9月 奥洞戸村      | 明治7年9月 奥洞戸村      | 奥洞戸村                   | 奥洞戸村                     | 明治30年4月1日 洞戸村        | 洞戸村                         | 洞戸村                                    | 洞戸村                            | 洞戸村                                  | 平成17年2月7日 関市に編入   | 関市          |
| 武 儀 郡 | 小瀬見村   | 小瀬見村        | 小瀬見村            | 明治7年9月 奥洞戸村      | 明治7年9月 奥洞戸村      | 奥洞戸村                   | 奥洞戸村                     | 明治30年4月1日 洞戸村        | 洞戸村                         | 洞戸村                                    | 洞戸村                            | 洞戸村                                  | 平成17年2月7日 関市に編入   | 関市          |
| 武 儀 郡 | 老洞村     | 老洞村          | 老洞村              | 明治7年9月 奥洞戸村      | 明治7年9月 奥洞戸村      | 板取村                     | 板取村                       | 板取村                       | 板取村                         | 板取村                                    | 板取村                            | 板取村                                  | 平成17年2月7日 関市に編入   | 関市          |
| 武 儀 郡 | 松谷村     | 松谷村          | 松谷村              | 明治7年9月 奥洞戸村      | 明治7年9月 奥洞戸村      | 板取村                     | 板取村                       | 板取村                       | 板取村                         | 板取村                                    | 板取村                            | 板取村                                  | 平成17年2月7日 関市に編入   | 関市          |
| 武 儀 郡 | 白谷村     | 白谷村          | 白谷村              | 明治4年4月1日 板取村     | 明治4年4月1日 板取村     | 板取村                     | 板取村                       | 板取村                       | 板取村                         | 板取村                                    | 板取村                            | 板取村                                  | 平成17年2月7日 関市に編入   | 関市          |
| 武 儀 郡 | 加部村     | 加部村          | 加部村              | 明治4年4月1日 板取村     | 明治4年4月1日 板取村     | 板取村                     | 板取村                       | 板取村                       | 板取村                         | 板取村                                    | 板取村                            | 板取村                                  | 平成17年2月7日 関市に編入   | 関市          |
| 武 儀 郡 | 門出村     | 門出村          | 門出村              | 明治4年4月1日 板取村     | 明治4年4月1日 板取村     | 板取村                     | 板取村                       | 板取村                       | 板取村                         | 板取村                                    | 板取村                            | 板取村                                  | 平成17年2月7日 関市に編入   | 関市          |
| 武 儀 郡 | 岩本村     | 岩本村          | 岩本村              | 明治4年4月1日 板取村     | 明治4年4月1日 板取村     | 板取村                     | 板取村                       | 板取村                       | 板取村                         | 板取村                                    | 板取村                            | 板取村                                  | 平成17年2月7日 関市に編入   | 関市          |
| 武 儀 郡 | 九蔵村     | 九蔵村          | 九蔵村              | 明治4年4月1日 板取村     | 明治4年4月1日 板取村     | 板取村                     | 板取村                       | 板取村                       | 板取村                         | 板取村                                    | 板取村                            | 板取村                                  | 平成17年2月7日 関市に編入   | 関市          |
| 武 儀 郡 | 松場村     | 松場村          | 松場村              | 明治4年4月1日 板取村     | 明治4年4月1日 板取村     | 板取村                     | 板取村                       | 板取村                       | 板取村                         | 板取村                                    | 板取村                            | 板取村                                  | 平成17年2月7日 関市に編入   | 関市          |
| 武 儀 郡 | 中切村     | 中切村          | 中切村              | 明治4年4月1日 板取村     | 明治4年4月1日 板取村     | 板取村                     | 板取村                       | 板取村                       | 板取村                         | 板取村                                    | 板取村                            | 板取村                                  | 平成17年2月7日 関市に編入   | 関市          |
| 武 儀 郡 | 野口村     | 野口村          | 野口村              | 明治4年4月1日 板取村     | 明治4年4月1日 板取村     | 板取村                     | 板取村                       | 板取村                       | 板取村                         | 板取村                                    | 板取村                            | 板取村                                  | 平成17年2月7日 関市に編入   | 関市          |
| 武 儀 郡 | 田口村     | 田口村          | 田口村              | 明治4年4月1日 板取村     | 明治4年4月1日 板取村     | 板取村                     | 板取村                       | 板取村                       | 板取村                         | 板取村                                    | 板取村                            | 板取村                                  | 平成17年2月7日 関市に編入   | 関市          |
| 武 儀 郡 | 保木口村   | 保木口村        | 保木口村            | 明治4年4月1日 板取村     | 明治4年4月1日 板取村     | 板取村                     | 板取村                       | 板取村                       | 板取村                         | 板取村                                    | 板取村                            | 板取村                                  | 平成17年2月7日 関市に編入   | 関市          |
| 武 儀 郡 | 杉原村     | 杉原村          | 杉原村              | 明治4年4月1日 板取村     | 明治4年4月1日 板取村     | 板取村                     | 板取村                       | 板取村                       | 板取村                         | 板取村                                    | 板取村                            | 板取村                                  | 平成17年2月7日 関市に編入   | 関市          |
| 武 儀 郡 | 島口村     | 島口村          | 島口村              | 明治4年4月1日 板取村     | 明治4年4月1日 板取村     | 板取村                     | 板取村                       | 板取村                       | 板取村                         | 板取村                                    | 板取村                            | 板取村                                  | 平成17年2月7日 関市に編入   | 関市          |
| 武 儀 郡 | 門原村     | 門原村          | 門原村              | 明治4年4月1日 板取村     | 明治4年4月1日 板取村     | 板取村                     | 板取村                       | 板取村                       | 板取村                         | 板取村                                    | 板取村                            | 板取村                                  | 平成17年2月7日 関市に編入   | 関市          |
| 武 儀 郡 | 殿村       | 殿村            | 明治初年 下之保村   | 明治初年 下之保村        | 明治初年 下之保村        | 下之保村                   | 下之保村                     | 下之保村                     | 下之保村                       | 下之保村                                  | 昭和30年4月1日 武儀村             | 昭和46年4月1日 町制 武儀町              | 平成17年2月7日 関市に編入   | 関市          |
| 武 儀 郡 | 西洞村     |                 | 明治初年 下之保村   | 明治初年 下之保村        | 明治初年 下之保村        | 下之保村                   | 下之保村                     | 下之保村                     | 下之保村                       | 下之保村                                  | 昭和30年4月1日 武儀村             | 昭和46年4月1日 町制 武儀町              | 平成17年2月7日 関市に編入   | 関市          |
| 武 儀 郡 | 多羅木村   |                 | 明治初年 下之保村   | 明治初年 下之保村        | 明治初年 下之保村        | 下之保村                   | 下之保村                     | 下之保村                     | 下之保村                       | 下之保村                                  | 昭和30年4月1日 武儀村             | 昭和46年4月1日 町制 武儀町              | 平成17年2月7日 関市に編入   | 関市          |
| 武 儀 郡 | 上野村     |                 | 明治初年 下之保村   | 明治初年 下之保村        | 明治初年 下之保村        | 下之保村                   | 下之保村                     | 下之保村                     | 下之保村                       | 下之保村                                  | 昭和30年4月1日 武儀村             | 昭和46年4月1日 町制 武儀町              | 平成17年2月7日 関市に編入   | 関市          |
| 武 儀 郡 | 町村       |                 | 明治初年 下之保村   | 明治初年 下之保村        | 明治初年 下之保村        | 下之保村                   | 下之保村                     | 下之保村                     | 下之保村                       | 下之保村                                  | 昭和30年4月1日 武儀村             | 昭和46年4月1日 町制 武儀町              | 平成17年2月7日 関市に編入   | 関市          |
| 武 儀 郡 | 轡野村     |                 | 明治初年 下之保村   | 明治初年 下之保村        | 明治初年 下之保村        | 下之保村                   | 下之保村                     | 下之保村                     | 下之保村                       | 下之保村                                  | 昭和30年4月1日 武儀村             | 昭和46年4月1日 町制 武儀町              | 平成17年2月7日 関市に編入   | 関市          |
| 武 儀 郡 | 大門村     |                 | 明治初年 下之保村   | 明治初年 下之保村        | 明治初年 下之保村        | 下之保村                   | 下之保村                     | 下之保村                     | 下之保村                       | 下之保村                                  | 昭和30年4月1日 武儀村             | 昭和46年4月1日 町制 武儀町              | 平成17年2月7日 関市に編入   | 関市          |
| 武 儀 郡 | 簗瀬村     | 簗瀬村          | 明治初年 中之保村   | 明治初年 中之保村        | 明治初年 中之保村        | 中之保村                   | 中之保村                     | 中之保村                     | 中之保村                       | 中之保村                                  | 昭和30年4月1日 武儀村             | 昭和46年4月1日 町制 武儀町              | 平成17年2月7日 関市に編入   | 関市          |
| 武 儀 郡 | 若栗村     |                 | 明治初年 中之保村   | 明治初年 中之保村        | 明治初年 中之保村        | 中之保村                   | 中之保村                     | 中之保村                     | 中之保村                       | 中之保村                                  | 昭和30年4月1日 武儀村             | 昭和46年4月1日 町制 武儀町              | 平成17年2月7日 関市に編入   | 関市          |
| 武 儀 郡 | 間吹村     |                 | 明治初年 中之保村   | 明治初年 中之保村        | 明治初年 中之保村        | 中之保村                   | 中之保村                     | 中之保村                     | 中之保村                       | 中之保村                                  | 昭和30年4月1日 武儀村             | 昭和46年4月1日 町制 武儀町              | 平成17年2月7日 関市に編入   | 関市          |
| 武 儀 郡 | 多々羅村   |                 | 明治初年 中之保村   | 明治初年 中之保村        | 明治初年 中之保村        | 中之保村                   | 中之保村                     | 中之保村                     | 中之保村                       | 中之保村                                  | 昭和30年4月1日 武儀村             | 昭和46年4月1日 町制 武儀町              | 平成17年2月7日 関市に編入   | 関市          |
| 武 儀 郡 | 拭井村     |                 | 明治初年 中之保村   | 明治初年 中之保村        | 明治初年 中之保村        | 中之保村                   | 中之保村                     | 中之保村                     | 中之保村                       | 中之保村                                  | 昭和30年4月1日 武儀村             | 昭和46年4月1日 町制 武儀町              | 平成17年2月7日 関市に編入   | 関市          |
| 武 儀 郡 | 比根村     |                 | 明治初年 中之保村   | 明治初年 中之保村        | 明治初年 中之保村        | 中之保村                   | 中之保村                     | 中之保村                     | 中之保村                       | 中之保村                                  | 昭和30年4月1日 武儀村             | 昭和46年4月1日 町制 武儀町              | 平成17年2月7日 関市に編入   | 関市          |
| 武 儀 郡 | 水成山村   | 水成山村        | 水成山村            | 明治7年9月 富之保村      | 明治7年9月 富之保村      | 富之保村                   | 富之保村                     | 富之保村                     | 富之保村                       | 富之保村                                  | 昭和30年4月1日 武儀村             | 昭和46年4月1日 町制 武儀町              | 平成17年2月7日 関市に編入   | 関市          |
| 武 儀 郡 | 武儀倉村   | 武儀倉村        | 明治初年 上之保村   | 明治7年9月 富之保村      | 明治7年9月 富之保村      | 富之保村                   | 富之保村                     | 富之保村                     | 富之保村                       | 富之保村                                  | 昭和30年4月1日 武儀村             | 昭和46年4月1日 町制 武儀町              | 平成17年2月7日 関市に編入   | 関市          |
| 武 儀 郡 | 鴈曽礼村   |                 | 明治初年 上之保村   | 明治7年9月 富之保村      | 明治7年9月 富之保村      | 富之保村                   | 富之保村                     | 富之保村                     | 富之保村                       | 富之保村                                  | 昭和30年4月1日 武儀村             | 昭和46年4月1日 町制 武儀町              | 平成17年2月7日 関市に編入   | 関市          |
| 武 儀 郡 | 粟野村     |                 | 明治初年 上之保村   | 明治7年9月 富之保村      | 明治7年9月 富之保村      | 富之保村                   | 富之保村                     | 富之保村                     | 富之保村                       | 富之保村                                  | 昭和30年4月1日 武儀村             | 昭和46年4月1日 町制 武儀町              | 平成17年2月7日 関市に編入   | 関市          |
| 武 儀 郡 | 祖父川村   |                 | 明治初年 上之保村   | 明治7年9月 富之保村      | 明治7年9月 富之保村      | 富之保村                   | 富之保村                     | 富之保村                     | 富之保村                       | 富之保村                                  | 昭和30年4月1日 武儀村             | 昭和46年4月1日 町制 武儀町              | 平成17年2月7日 関市に編入   | 関市          |
| 武 儀 郡 | 町村       |                 | 明治初年 上之保村   | 明治7年9月 富之保村      | 明治7年9月 富之保村      | 富之保村                   | 富之保村                     | 富之保村                     | 富之保村                       | 富之保村                                  | 昭和30年4月1日 武儀村             | 昭和46年4月1日 町制 武儀町              | 平成17年2月7日 関市に編入   | 関市          |
| 武 儀 郡 | 大洞村     |                 | 明治初年 上之保村   | 明治7年9月 富之保村      | 明治7年9月 富之保村      | 富之保村                   | 富之保村                     | 富之保村                     | 富之保村                       | 富之保村                                  | 昭和30年4月1日 武儀村             | 昭和46年4月1日 町制 武儀町              | 平成17年2月7日 関市に編入   | 関市          |
| 武 儀 郡 | 岩山崎村   |                 | 明治初年 上之保村   | 明治7年9月 富之保村      | 明治7年9月 富之保村      | 富之保村                   | 富之保村                     | 富之保村                     | 富之保村                       | 富之保村                                  | 昭和30年4月1日 武儀村             | 昭和46年4月1日 町制 武儀町              | 平成17年2月7日 関市に編入   | 関市          |
| 武 儀 郡 | 明ヶ島村   | 明ヶ島村        | 明治初年 上之保村   | 上之保村                 | 上之保村                 | 上之保村                   | 上之保村                     | 上之保村                     | 上之保村                       | 上之保村                                  | 上之保村                          | 上之保村                                | 平成17年2月7日 関市に編入   | 関市          |
| 武 儀 郡 | 行合村     |                 | 明治初年 上之保村   | 上之保村                 | 上之保村                 | 上之保村                   | 上之保村                     | 上之保村                     | 上之保村                       | 上之保村                                  | 上之保村                          | 上之保村                                | 平成17年2月7日 関市に編入   | 関市          |
| 武 儀 郡 | 川合村     |                 | 明治初年 上之保村   | 上之保村                 | 上之保村                 | 上之保村                   | 上之保村                     | 上之保村                     | 上之保村                       | 上之保村                                  | 上之保村                          | 上之保村                                | 平成17年2月7日 関市に編入   | 関市          |
| 武 儀 郡 | 船山村     |                 | 明治初年 上之保村   | 上之保村                 | 上之保村                 | 上之保村                   | 上之保村                     | 上之保村                     | 上之保村                       | 上之保村                                  | 上之保村                          | 上之保村                                | 平成17年2月7日 関市に編入   | 関市          |
| 武 儀 郡 | 宮脇村     |                 | 明治初年 上之保村   | 上之保村                 | 上之保村                 | 上之保村                   | 上之保村                     | 上之保村                     | 上之保村                       | 上之保村                                  | 上之保村                          | 上之保村                                | 平成17年2月7日 関市に編入   | 関市          |
| 武 儀 郡 | 鳥屋市村   |                 | 明治初年 上之保村   | 上之保村                 | 上之保村                 | 上之保村                   | 上之保村                     | 上之保村                     | 上之保村                       | 上之保村                                  | 上之保村                          | 上之保村                                | 平成17年2月7日 関市に編入   | 関市          |
| 武 儀 郡 | 広島村     | 広島村          | 広島村              | 明治4年 坂ノ東村         | 明治4年 坂ノ東村         | 坂ノ東村                   | 坂ノ東村                     | 坂ノ東村                     | 坂ノ東村                       | 昭和29年4月1日 加茂郡白川町に編入         | 加茂郡白川町の一部                | 加茂郡白川町の一部                      | 加茂郡白川町 の一部         | 加茂郡 白川町 |
| 武 儀 郡 | 相模村     | 相模村          | 相模村              | 明治4年 坂ノ東村         | 明治4年 坂ノ東村         | 坂ノ東村                   | 坂ノ東村                     | 坂ノ東村                     | 坂ノ東村                       | 昭和29年4月1日 加茂郡白川町に編入         | 加茂郡白川町の一部                | 加茂郡白川町の一部                      | 加茂郡白川町 の一部         | 加茂郡 白川町 |
| 武 儀 郡 | 大利村     | 大利村          | 大利村              | 明治4年 坂ノ東村         | 明治4年 坂ノ東村         | 坂ノ東村                   | 坂ノ東村                     | 坂ノ東村                     | 坂ノ東村                       | 昭和29年4月1日 加茂郡白川町に編入         | 加茂郡白川町の一部                | 加茂郡白川町の一部                      | 加茂郡白川町 の一部         | 加茂郡 白川町 |
| 武 儀 郡 | 小川村     | 小川村          | 小川村              | 明治4年 坂ノ東村         | 明治4年 坂ノ東村         | 坂ノ東村                   | 坂ノ東村                     | 坂ノ東村                     | 坂ノ東村                       | 昭和29年4月1日 加茂郡白川町に編入         | 加茂郡白川町の一部                | 加茂郡白川町の一部                      | 加茂郡白川町 の一部         | 加茂郡 白川町 |
| 武 儀 郡 | 新津村     | 新津村          | 新津村              | 明治4年 坂ノ東村         | 明治4年 坂ノ東村         | 坂ノ東村                   | 坂ノ東村                     | 坂ノ東村                     | 坂ノ東村                       | 昭和29年4月1日 加茂郡白川町に編入         | 加茂郡白川町の一部                | 加茂郡白川町の一部                      | 加茂郡白川町 の一部         | 加茂郡 白川町 |
| 武 儀 郡 | 村君村     | 村君村          | 村君村              | 明治4年 坂ノ東村         | 明治4年 坂ノ東村         | 坂ノ東村                   | 坂ノ東村                     | 坂ノ東村                     | 坂ノ東村                       | 昭和29年4月1日 加茂郡白川町に編入         | 加茂郡白川町の一部                | 加茂郡白川町の一部                      | 加茂郡白川町 の一部         | 加茂郡 白川町 |
| 武 儀 郡 | 間見村     | 間見村          | 間見村              | 明治6年4月1日 神渕村     | 明治6年4月1日 神渕村     | 神渕村                     | 神渕村                       | 神渕村                       | 神渕村                         | 神渕村                                    | 昭和30年2月11日 加茂郡七宗村      | 昭和46年4月1日 町制 加茂郡 七宗町の一部 | 加茂郡七宗町 の一部         | 加茂郡 七宗町 |
| 武 儀 郡 | 大橋村     | 大橋村          | 大橋村              | 明治6年4月1日 神渕村     | 明治6年4月1日 神渕村     | 神渕村                     | 神渕村                       | 神渕村                       | 神渕村                         | 神渕村                                    | 昭和30年2月11日 加茂郡七宗村      | 昭和46年4月1日 町制 加茂郡 七宗町の一部 | 加茂郡七宗町 の一部         | 加茂郡 七宗町 |
| 武 儀 郡 | 大塚村     | 大塚村          | 大塚村              | 明治6年4月1日 神渕村     | 明治6年4月1日 神渕村     | 神渕村                     | 神渕村                       | 神渕村                       | 神渕村                         | 神渕村                                    | 昭和30年2月11日 加茂郡七宗村      | 昭和46年4月1日 町制 加茂郡 七宗町の一部 | 加茂郡七宗町 の一部         | 加茂郡 七宗町 |
| 武 儀 郡 | 寺洞村     | 寺洞村          | 寺洞村              | 明治6年4月1日 神渕村     | 明治6年4月1日 神渕村     | 神渕村                     | 神渕村                       | 神渕村                       | 神渕村                         | 神渕村                                    | 昭和30年2月11日 加茂郡七宗村      | 昭和46年4月1日 町制 加茂郡 七宗町の一部 | 加茂郡七宗町 の一部         | 加茂郡 七宗町 |
| 武 儀 郡 | 中切村     | 中切村          | 中切村              | 明治6年4月1日 神渕村     | 明治6年4月1日 神渕村     | 神渕村                     | 神渕村                       | 神渕村                       | 神渕村                         | 神渕村                                    | 昭和30年2月11日 加茂郡七宗村      | 昭和46年4月1日 町制 加茂郡 七宗町の一部 | 加茂郡七宗町 の一部         | 加茂郡 七宗町 |
| 武 儀 郡 | 八日市村   | 八日市村        | 八日市村            | 明治6年4月1日 神渕村     | 明治6年4月1日 神渕村     | 神渕村                     | 神渕村                       | 神渕村                       | 神渕村                         | 神渕村                                    | 昭和30年2月11日 加茂郡七宗村      | 昭和46年4月1日 町制 加茂郡 七宗町の一部 | 加茂郡七宗町 の一部         | 加茂郡 七宗町 |
| 武 儀 郡 | 奥田村     | 奥田村          | 奥田村              | 明治6年4月1日 神渕村     | 明治6年4月1日 神渕村     | 神渕村                     | 神渕村                       | 神渕村                       | 神渕村                         | 神渕村                                    | 昭和30年2月11日 加茂郡七宗村      | 昭和46年4月1日 町制 加茂郡 七宗町の一部 | 加茂郡七宗町 の一部         | 加茂郡 七宗町 |
| 武 儀 郡 | 万場村     | 万場村          | 万場村              | 明治6年4月1日 神渕村     | 明治6年4月1日 神渕村     | 神渕村                     | 神渕村                       | 神渕村                       | 神渕村                         | 神渕村                                    | 昭和30年2月11日 加茂郡七宗村      | 昭和46年4月1日 町制 加茂郡 七宗町の一部 | 加茂郡七宗町 の一部         | 加茂郡 七宗町 |
| 武 儀 郡 | 杉洞村     | 杉洞村          | 杉洞村              | 明治6年4月1日 神渕村     | 明治6年4月1日 神渕村     | 神渕村                     | 神渕村                       | 神渕村                       | 神渕村                         | 神渕村                                    | 昭和30年2月11日 加茂郡七宗村      | 昭和46年4月1日 町制 加茂郡 七宗町の一部 | 加茂郡七宗町 の一部         | 加茂郡 七宗町 |
| 武 儀 郡 | 葉須村     | 葉須村          | 葉須村              | 明治6年4月1日 神渕村     | 明治6年4月1日 神渕村     | 神渕村                     | 神渕村                       | 神渕村                       | 神渕村                         | 神渕村                                    | 昭和30年2月11日 加茂郡七宗村      | 昭和46年4月1日 町制 加茂郡 七宗町の一部 | 加茂郡七宗町 の一部         | 加茂郡 七宗町 |
| 武 儀 郡 | 上麻生村   | 上麻生村        | 上麻生村            | 上麻生村                 | 上麻生村                 | 上麻生村                   | 上麻生村                     | 上麻生村                     | 上麻生村                       | 昭和27年8月1日 所属変更 加茂郡            | 昭和30年2月11日 加茂郡七宗村      | 昭和46年4月1日 町制 加茂郡 七宗町の一部 | 加茂郡七宗町 の一部         | 加茂郡 七宗町 |
| 武 儀 郡 | 金山村     | 金山村          | 金山村              | 金山村                   | 金山村                   | 金山村                     | 明治23年12月27日 町制 金山町 | 明治23年12月27日 町制 金山町 | 金山町                         | 金山町                                    | 昭和30年3月1日 益田郡金山町の一部 | 益田郡金山町の一部                      | 平成16年3月1日 下呂市の一部 | 下呂市        |
| 武 儀 郡 | 笹洞村     | 笹洞村          | 笹洞村              | 笹洞村                   | 笹洞村                   | 沙田村                     | 明治23年12月17日 改称 菅田村 | 明治29年11月20日 町制 菅田町 | 菅田町                         | 菅田町                                    | 昭和30年3月1日 益田郡金山町の一部 | 益田郡金山町の一部                      | 平成16年3月1日 下呂市の一部 | 下呂市        |
| 武 儀 郡 | 桐洞村     | 桐洞村          | 桐洞村              | 桐洞村                   | 桐洞村                   | 沙田村                     | 明治23年12月17日 改称 菅田村 | 明治29年11月20日 町制 菅田町 | 菅田町                         | 菅田町                                    | 昭和30年3月1日 益田郡金山町の一部 | 益田郡金山町の一部                      | 平成16年3月1日 下呂市の一部 | 下呂市        |
| 武 儀 郡 | 出戸村     | 出戸村          | 出戸村              | 出戸村                   | 出戸村                   | 乾村                       | 乾村                         | 乾村                         | 乾村                           | 乾村                                      | 昭和30年4月1日 山県郡美山村の一部 | 昭和39年4月1日 町制 山県郡 美山町の一部 | 平成15年4月1日 山県市の一部 | 山県市        |
| 武 儀 郡 | 日永村     | 日永村          | 日永村              | 日永村                   | 日永村                   | 乾村                       | 乾村                         | 乾村                         | 乾村                           | 乾村                                      | 昭和30年4月1日 山県郡美山村の一部 | 昭和39年4月1日 町制 山県郡 美山町の一部 | 平成15年4月1日 山県市の一部 | 山県市        |
| 武 儀 郡 | 相戸村     | 相戸村          | 相戸村              | 相戸村                   | 相戸村                   | 乾村                       | 乾村                         | 乾村                         | 乾村                           | 乾村                                      | 昭和30年4月1日 山県郡美山村の一部 | 昭和39年4月1日 町制 山県郡 美山町の一部 | 平成15年4月1日 山県市の一部 | 山県市        |
| 武 儀 郡 | 柿野村     | 柿野村          | 柿野村              | 柿野村                   | 柿野村                   | 乾村                       | 乾村                         | 乾村                         | 乾村                           | 乾村                                      | 昭和30年4月1日 山県郡美山村の一部 | 昭和39年4月1日 町制 山県郡 美山町の一部 | 平成15年4月1日 山県市の一部 | 山県市        |
| 武 儀 郡 | 船越村     | 船越村          | 船越村              | 船越村                   | 船越村                   | 乾村                       | 乾村                         | 乾村                         | 乾村                           | 乾村                                      | 昭和30年4月1日 山県郡美山村の一部 | 昭和39年4月1日 町制 山県郡 美山町の一部 | 平成15年4月1日 山県市の一部 | 山県市        |
| 武 儀 郡 | 笹賀村     | 笹賀村          | 笹賀村              | 笹賀村                   | 笹賀村                   | 笹賀村                     | 笹賀村                       | 明治30年4月1日 北武芸村      | 北武芸村                       | 昭和26年4月1日 所属変更 山県郡            | 昭和30年4月1日 山県郡美山村の一部 | 昭和39年4月1日 町制 山県郡 美山町の一部 | 平成15年4月1日 山県市の一部 | 山県市        |
| 武 儀 郡 | 田栗村     | 田栗村          | 田栗村              | 田栗村                   | 田栗村                   | 田栗村                     | 田栗村                       | 明治30年4月1日 北武芸村      | 北武芸村                       | 昭和26年4月1日 所属変更 山県郡            | 昭和30年4月1日 山県郡美山村の一部 | 昭和39年4月1日 町制 山県郡 美山町の一部 | 平成15年4月1日 山県市の一部 | 山県市        |
| 武 儀 郡 | 椿村       | 椿村            | 椿村                | 椿村                     | 椿村                     | 椿村                       | 椿村                         | 明治30年4月1日 北武芸村      | 北武芸村                       | 昭和26年4月1日 所属変更 山県郡            | 昭和30年4月1日 山県郡美山村の一部 | 昭和39年4月1日 町制 山県郡 美山町の一部 | 平成15年4月1日 山県市の一部 | 山県市        |
| 武 儀 郡 | 徳永村     | 徳永村          | 徳永村              | 徳永村                   | 徳永村                   | 徳永村                     | 徳永村                       | 明治30年4月1日 北武芸村      | 北武芸村                       | 昭和26年4月1日 所属変更 山県郡            | 昭和30年4月1日 山県郡美山村の一部 | 昭和39年4月1日 町制 山県郡 美山町の一部 | 平成15年4月1日 山県市の一部 | 山県市        |
| 武 儀 郡 | 佐野村     | 佐野村          | 佐野村              | 佐野村                   | 佐野村                   | 佐野村                     | 佐野村                       | 明治30年4月1日 北武芸村      | 北武芸村                       | 昭和26年4月1日 所属変更 山県郡            | 昭和30年4月1日 山県郡美山村の一部 | 昭和39年4月1日 町制 山県郡 美山町の一部 | 平成15年4月1日 山県市の一部 | 山県市        |
| 武 儀 郡 | 岩佐村     | 岩佐村          | 岩佐村              | 岩佐村                   | 岩佐村                   | 西武芸村                   | 西武芸村                     | 西武芸村                     | 西武芸村                       | 昭和26年4月1日 所属変更 山県郡            | 昭和30年4月1日 山県郡美山村の一部 | 昭和39年4月1日 町制 山県郡 美山町の一部 | 平成15年4月1日 山県市の一部 | 山県市        |
| 武 儀 郡 | 中洞村     | 中洞村          | 中洞村              | 中洞村                   | 中洞村                   | 西武芸村                   | 西武芸村                     | 西武芸村                     | 西武芸村                       | 昭和26年4月1日 所属変更 山県郡            | 昭和30年4月1日 山県郡美山村の一部 | 昭和39年4月1日 町制 山県郡 美山町の一部 | 平成15年4月1日 山県市の一部 | 山県市        |

## 行政
歴代郡長
| 代 | 氏名 | 就任年月日                | 退任年月日                | 備考                   |
| -- | ---- | ------------------------- | ------------------------- | ---------------------- |
| 1  |      | 明治12年（1879年）2月18日 |                           |                        |
|    |      |                           | 大正15年（1926年）6月30日 | 郡役所廃止により、廃官 |